# Pönitzer Seengebiet
Pönitzer Seengebiet este o arie protejată (arie specială de conservare — SAC, sit de importanță comunitară — SCI) din Germania întinsă pe o suprafață de 162 ha, integral pe uscat.

## Localizare
Centrul sitului Pönitzer Seengebiet este situat la coordonatele 54°02′00″N 10°41′47″E / 54.0333°N 10.6964°E.

## Înființare
Situl Pönitzer Seengebiet a fost declarat sit de importanță comunitară în septembrie 2004 pentru a proteja 4 specii de animale. Situl a fost protejat și ca arie specială de conservare în ianuarie 2010.

## Biodiversitate
Situată în ecoregiunea continentală, aria protejată conține 1 habitat natural: Ape puternic oligomezotrofe cu vegetație bentonică cu Chara spp..
La baza desemnării sitului se află mai multe specii protejate:
- mamifere (1): vidră de râu (Lutra lutra)
- nevertebrate (2): Anisus vorticulus, Vertigo moulinsiana
- pești (1): Cobitis taenia Complex